# Kamp Chaïdari
Kamp Chaïdari (Grieks: στρατόπεδο συγκέντρωσης Χαϊδαρίου, stratópedo syngéntrosis Chaidaríou; Duits: KZ Chaidari) was tijdens de Tweede Wereldoorlog het belangrijkste concentratiekamp in Griekenland. Het kamp viel onder de Schutzstaffel en lag in Chaïdari, een buitenwijk van Athene. Het kamp was van september 1943 tot september 1944 in gebruik en gold als doorgangskamp. In het eenjarig bestaan werden eenentwintigduizend gevangenen doorgesluisd, waaronder Joden, Italiaanse krijgsgevangenen en Griekse politieke gevangen. De meeste Joden gingen op transport naar Auschwitz. Ongeveer tweeduizend gevangenen werden geëxecuteerd.

## Geschiedenis
Na de Duitse inval in Griekenland in april 1941 werd het land opgedeeld in drie zones, die vielen onder respectievelijk Duitsland, Italië en Bulgarije. De Italiaanse zone was het grootst en lag in het zuiden. Italië richtte zelf een aantal concentratiekampen in voor politieke gevangenen. Na de Italiaanse overgave aan de geallieerden in september 1943 nam Duitsland de zeggenschap over die zone.
De oorsprong van het kamp gaat terug naar 1941 en werd door de Griekse regering gebouwd met het doel om er troepen te huisvesten. Zover kwam het nooit, maar de barakken stonden er al wel. Italië huisvestte vanaf 3 september 1943 zeshonderd gevangenen in barakken in Chaïdari wegens gebrek op andere plaatsen. Vijf dagen later gaf het land zich over aan de geallieerden en namen de Duitsers het gezag over in Chaïdari. Het kamp was omheind met prikkeldraad en had om de tweehonderd meter een wachttoren.
Onder de Duitsers werd het regime snel strenger. De kampcommandant was Paul Radomski, een van de vroegere medewerkers van Reinhard Heydrich. Hij had eerder leiding gegeven aan een concentratiekamp in de buurt van Kiev en had daar de gewoonte om gevangenen persoonlijk neer te schieten of er met de zweep van langs te geven, een gewoonte die hij in Chaïdari voortzette.
Gevangenen mochten zich in hun vrije tijd alleen nog maar in hun kamer bevinden en mochten slechts eenmaal per maand bezoek ontvangen. Zij werkten per dag twee diensten van elk vier uur af. Het werk was vooral bedoeld om het moreel van de gevangenen te breken. Zo moesten zij graven kuilen graven die vervolgens weer dichtgegooid werden.
Radomski werd in februari 1944 afgelost nadat hij in een dronken bui dreigde zijn eigen adjudant dood te schieten. Zijn opvolger was Karl Fischer. De sfeer werd daarna op het oog minder grimmig, maar Fischer maakte veel gebruik van informanten om de gevangenen onder controle te houden.
Vanaf de lente van 1944 groeide de bevolking van Chaïdari door de constante razzia's die de Duitsers uitvoerden. Ongeveer eenentwintigduizend mensen zaten gedurende enige periode gevangen in het Griekse concentratiekamp. Onder hen waren verschillende prominente politici, waaronder de premiers Georgios Kaphantaris, Themistoklis Sophoulis en Stylianos Gonatas. Walter Blume, hoofd van de SD in Athene, verdacht hen er van met de Engelsen in contact te staan en wilde hen executeren op het moment dat het Duitse leger zich moest terugtrekken. Dit plan werd door Blumes superieuren afgewezen toen het zover kwam en de voormalige premiers werden na een half jaar gevangenschap vrijgelaten
Zeker tweeduizend gevangenen werden geëxecuteerd gedurende het eenjarig bestaan van Chaïdari. Het meest bekend is de executie van tweehonderd communisten in mei 1944 als wraakmaatregel voor een dodelijke aanslag op generaal Franz Krech.
Kamp Chaïdari werd ook gebruikt als doorgangskamp voor Joden. Na de Duitse inval in Griekenland was de Joodse bevolking van Thessaloniki, vijftigduizend zielen in totaal, gedeporteerd, maar de Joden in de Italiaanse zone waren met rust gelaten. Dat veranderde nadat de Duitsers het daar voor het zeggen kregen. De eerste grote groep Joden arriveerde in maart 1944 in het kamp, toen de Duitsers jacht begonnen te maken op alle Joden op het Griekse vasteland. Tussen juni en augustus 1944 arriveerden nog enkele duizenden Joden vanaf de verschillende Griekse eilanden. In totaal werden zeker vijfduizend Joden via Chaïdari naar Auschwitz gedeporteerd, waar de meesten de dood vonden.

## Nasleep
Na de bevrijding kwam er een legerbasis op het terrein van het concentratiekamp. Chaïdari werd lange tijd geassocieerd met de dood van de tweehonderd communisten. Na de Griekse burgeroorlog wilde de regering ver weg blijven van het communisme. Pas van de jaren tachtig nadat het socialistische PASOK aan de macht kwam ontstond er ruimte voor een jaarlijkse herdenking ter plaatse. Een gevangenisblok dat bewaard is gebleven kreeg de status van nationaal monument.